# Ярнефельт, Эдвард Армас
Эдвард Армас Я́рнефельт (швед. Edvard Armas Järnefelt; 14 августа 1869, Выборг, Финляндия — 23 июня 1958, Стокгольм, Швеция) — финский композитор и дирижёр.
Сын генерала Августа Александра (Александра Густавовича) Ярнефельта и его жены Елизаветы Константиновны, урождённой Клодт фон Юргенсбург, племянницы скульптора Петра Клодта; среди его восьми братьев и сестёр — писатель Арвид Ярнефельт, художник Эро Ярнефельт и Айно Сибелиус, жена Яна Сибелиуса. Был женат на певице Майкки Ярнефельт.
Ярнефельт учился у Ферруччо Бузони в хельсинкский период жизни последнего, затем в Берлине у Альберта Беккера (1890—1893) и в Париже у Жюля Массне (1893—1894). В 1898—1903 гг. дирижёр оркестра Выборгского музыкального общества, в 1904—1907 гг. оперный дирижёр Национального театра Финляндии, одновременно в 1906—1907 гг. директор Хельсинкского института музыки. С 1907 г. преимущественно в Швеции, в 1909 г. получил шведское гражданство. Был дирижёром, а с 1923 г. главным дирижёром Стокгольмской оперы. В 1932—1936 гг. директор Финской оперы, в 1942—1943 гг. возглавлял Хельсинкский филармонический оркестр.
Ярнефельт считался одним из главных пропагандистов творчества Рихарда Вагнера в северных странах. В 1904 г. им была осуществлена первая вагнеровская постановка в Финляндии («Тангейзер»), в дальнейшем он много ставил Вагнера в Стокгольме.
Сохраняет популярность небольшая пьеса Ярнефельта «Колыбельная» (Berceuse), изначально написанная для оркестра, с сольными партиями скрипки и виолончели (1904). 